# Epifanio di Salamina
Epifanio di Salamina, o anche Epifanio di Costanza di Cipro (Eleuteropoli, 310 circa – Mar Mediterraneo, 403), è stato un vescovo e scrittore greco antico venerato dalla Chiesa cattolica, ortodossa e ortodossa orientale come santo e Padre della chiesa.

## Biografia
Condusse per trent'anni vita monastica nel suo paese natale e nel 367 fu eletto metropolita di Cipro e vescovo di Salamina.
Fu contrario all'adorazione dei santi e lasciò scritto che non si devono onorare i santi oltre il loro merito perché soltanto Dio è colui cui dobbiamo adorazione.
Lottò contro la dottrina di Origene e scrisse contro tutte le eresie dell'epoca. Nel corso della sua visita a Gerusalemme, indusse il vescovo Giovanni II, a condannare gli scritti di Origene. Morì in mare durante un viaggio.

## La controversia con Origene, e la morte
Epifanio fece notare che quando viaggiava in Palestina entrò in una chiesa per pregare e vide una tenda con un'immagine di Cristo o di un santo che egli strappò. Egli disse al vescovo Giovanni che tali immagini erano "opposte… alla nostra religione" (vedi sotto). Questo evento fece germogliare i semi del conflitto che generarono la disputa tra, da una parte, Rufino e Giovanni contro, dall'altra, San Girolamo ed Epifanio. Epifanio alimentava questo conflitto, ordinando presbitero il fratello di Girolamo a Betlemme, sconfinando quindi nella giurisdizione di Giovanni. Questa disputa continuò durante il 390, in particolare nelle opere letterarie di Rufino e Girolamo, attaccandosi l'un l'altro.
Nel corso di questa disputa, Epifanio sviluppò l'abilità di parlare ebraico, siriaco, egiziano, greco e latino, e per questo fu soprannominato da Girolamo Pentaglossis ("Cinque lingue").
Dopo la consacrazione a vescovo di Salamina e di Cipro, nel 365 o 367, fu nominato anche Metropolita della Chiesa di Cipro, dove rimase come vescovo per oltre quarant'anni. Presenziò al sinodo di Antiochia (376), nel quale furono dibattute le questioni trinitarie contro l'eresia dell'Apollinarismo, dove difese le posizioni del vescovo Paolino II di Antiochia, che aveva il sostegno di Roma, contro Melezio di Antiochia, sostenuto dalla Chiesa di Antiochia.
Fu presente nel 382 al Concilio di Roma, di nuovo difendendo le tesi di Paolino di Antiochia.
Nel 399 la disputa assunse un'altra dimensione, quando il vescovo di Alessandria, Teofilo, che aveva inizialmente sostenuto Giovanni, cambiò opinione e iniziò a perseguitare i monaci origenisti in Egitto. Come risultato di questa persecuzione, quattro di questi monaci, i cosiddetti fratelli alti, fuggirono in Palestina, e poi si recarono a Costantinopoli, cercando sostegno e diffondendo la polemica. Giovanni Crisostomo, vescovo di Costantinopoli, diede rifugio ai monaci. Il vescovo Teofilo di Alessandria vide la sua occasione di usare questo evento per abbattere il suo nemico Crisostomo: nel 402 egli convocò un Concilio a Costantinopoli, e invitò coloro che erano favorevoli alla sua visione anti-Origene. Epifanio, a questo punto aveva quasi 80 anni, fu uno di quelli convocati, e cominciò il viaggio a Costantinopoli. Tuttavia, quando si rese conto che era stato usato come strumento da Teofilo contro il Crisostomo, che aveva dato rifugio ai monaci perseguitati da Teofilo e che facevano appello all'imperatore, Epifanio tornò a Salamina, finendo col morire sulla strada di casa nel 403.

## Opere
Di grande importanza è Ancoratus, ovvero l'uomo ben ancorato, tradotto in italiano con L'ancora della fede, un buono e solido catechismo dell'epoca, scritto nel 374. Subito dopo (374-377) scrisse la sua opera più nota, il Panarion (tradotto in latino con il titolo: Adversus omnes haereses), dove sono considerate e combattute circa 80 eresie diverse. Il titolo Panarion indica la cassetta di pronto soccorso con le medicine contro il veleno dei serpenti.
Fu un enorme compendio delle eresie diffuse al suo tempo, ricco di citazioni di opere pervenute in frammenti e altrimenti andate perdute. Era fortemente contrario all'uso delle immagini sacre nella Chiesa. Nei primi capitoli, fornisce accesso ai lavori contro le eresie, del martire Giustino, del greco Ireneo Contro le eresie, e il Syntagma di Ippolito Il Panarion è stato tradotto in inglese per la prima volta tra il 1987 e il 1990.
In totale, elenca e confuta 80 diverse eresie, molte delle quali nominate soltanto nella sua opera. È una importante risorsa di informazioni sulla Chiesa del IV secolo, e sul cosiddetto Vangelo degli Ebrei, che circolava tra gli Ebioniti e Nazareni, e fra i seguaci di Cerinto.
Nel primo libro, suddiviso in tre tomi, si combattono 46 eresie (barbarismo, scitismo, ellenismo, giudaismo e samaritanismo, per il periodo prima di Cristo, e molte altre dai simoniani ai tazianei per quello successivo). Il secondo libro combatte 23 eresie, dagli encratiti agli ariani, ed è articolato in due tomi. Il terzo, pure articolato in due tomi e chiuso da un trattato che sintetizza la dottrina ortodossa, confuta le eresie dagli audiani, colliridiani ai messaliani.
Di lui si conoscono altre tre opere minori, fra cui il curioso trattato De duodecim gemmis quae sunt in veste Aaron, ed alcuni frammenti di lettere.

## Culto
Sant'Epifanio è commemorato dal Martirologio Romano il 12 maggio.